# Иодид бария
Иодид ба́рия (ио́дистый ба́рий) — неорганическое вещество; соль щёлочноземельного металла бария и иодоводородной кислоты. Химическая формула — ВаI2. Образует кристаллогидраты. Благодаря наличию ионов бария ядовит. Вещество относится ко 2-му классу опасности.

## Получение
Непосредственное взаимодействие элементов в инертной атмосфере:
{\displaystyle {\mathsf {Ba+I_{2}{\xrightarrow {Ar}}\ BaI_{2}}}}
Взаимодействием карбоната, оксида или гидроксида с йодистым водородом:
{\displaystyle {\mathsf {BaCO_{3}+2HI\longrightarrow \ BaI_{2}+CO_{2}\uparrow +H_{2}O}}}
{\displaystyle {\mathsf {BaO+2HI\longrightarrow \ BaI_{2}+H_{2}O}}}
{\displaystyle {\mathsf {Ba(OH)_{2}+2HI\longrightarrow \ BaI_{2}+2H_{2}O}}}
Из водных растворов, в зависимости от условий, выделяются кристаллогидраты ВаI2·7H2O, ВаI2·6H2O, ВаI2·2H2O, ВаI2·H2O.
Безводный препарат можно получить высушиванием кристаллогидрата в токе HI:
{\displaystyle {\mathsf {BaI_{2}\cdot {\mathit {n}}H_{2}O{\xrightarrow {HJ}}\ BaI_{2}+{\mathit {n}}H_{2}O}}}
или реакция суспензии дигидрида бария в пиридине и раствора иодида аммония:
{\displaystyle {\mathsf {BaH_{2}+2NH_{4}I{\xrightarrow {}}\ BaI_{2}+H_{2}+2NH_{3}}}}

## Физические свойства
Безводный йодид бария представляет собой бесцветный кристаллический порошок
ромбической сингонии, параметры ячейки a = 0,8862 нм, b = 1,0566 нм, c = 0,5268 нм, структура типа дихлорида свинца PbCl2
.
Хорошо растворяется в воде, спирте, ацетоне.
Кристаллогидрат ВаI2·2H2O представляет собой гигроскопические бесцветные моноклинные кристаллы с плотностью 5,15 г/см³.
Кристаллогидрат ВаI2·6H2O образует бесцветные расплывающиеся гексагональные призмы
тригональной сингонии, пространственная группа P 3 или P 31m, параметры ячейки a = 0,89 нм, c = 0,46 нм, Z = 1, структура типа гексатиоцианатоплатината калия K2Pt(SCN)6
.
Температура плавления 27,5 °C, разлагается при температуре выше 35 °C.
Кристаллогидрат ВаI2·7H2O образует бесцветные кристаллы с плотностью 3,67 г/см³.

## Химические свойства
На воздухе при нагревании разлагается:
{\displaystyle {\mathsf {2BaI_{2}+O_{2}{\xrightarrow {170^{o}C}}\ 2BaO+2I_{2}}}}
Иодид бария BaI2 светочувствителен и гигроскопичен.
Как и некоторые другие растворимые в воде соединения бария, в больших дозах очень токсичен.

## Применение
Применяется в химической промышленности. Применяют для очистки растворов от примеси сульфатов при получении других иодидов.

## Опасность применения
Как и соединения остальных тяжелых металлов йодид бария является токсичным веществом и склонен к накапливанию в организме.